# マルセル・シュロッター
マルセル・シュロッター ( Marcel Schrötter, 1993年1月2日 - ) は、ドイツ・バイエルン州フィルゲルツホーフェン出身のオートバイレーサー。

## 経歴

### キャリア初期

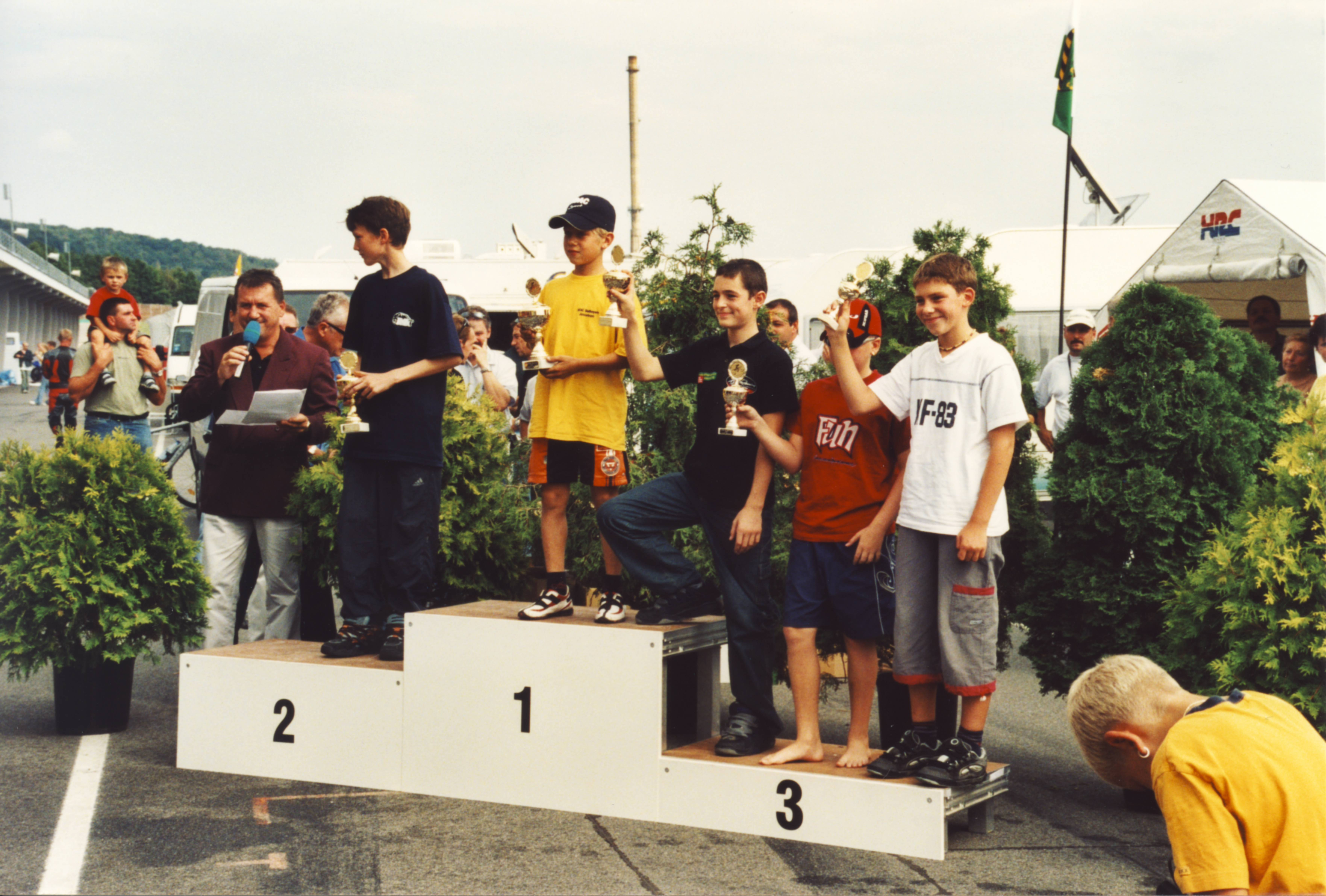
2003年9月 表彰台の中央に立つシュロッター

シュロッターの初レースは1996年、3歳のときにヤマハ・PW50を駆り出場したライヒリングでのモトクロスレースだった。2002年、9歳のときにはポケバイレース(DMSB/dmsj-Pocket-Bike-Nachwuchs-Cup)のチャンピオンとなった。2003年からはADACミニバイクカップに参戦を開始、2005年からは5度の世界チャンピオンに輝いたアントン・マンクの指導を受けるようになり、ホッケンハイムリンクやザルツブルクリンクでトレーニングを受けた。2005年は1勝を挙げてシリーズ3位、2006年は4勝でシリーズ2位と成績を伸ばしていった。

### ドイツ選手権等での活躍
2007年、マンクのチームからドイツロードレース選手権(IDM)125ccクラスに、ホンダ・RS125Rを駆って参戦を開始した。14歳のシュロッターは開幕戦のラウジッツリンクでいきなり2位表彰台に立つ等の活躍を見せ、シリーズランキング5位でデビューイヤーを終えた。
翌2008年シーズンには、開幕戦ラウジッツリンクで初優勝を果たした。その後も4勝を挙げ、オランダのジョーイ・リットジェーンを破ってシリーズ2年目にしてチャンピオンに輝いた。またこの年はスペインロードレース選手権(CEV)125ccクラスにもスポット参戦し、初戦のバレンシアでいきなり勝利を挙げる活躍を見せた。
2009年もIDM125ccに継続参戦し、全8戦中7勝・残りの1戦でも2位に入る圧倒的な強さを見せ、16歳のシュロッターはIDM125ccクラス史上2人目のタイトル防衛を果たした。またこの年の11月にアルバセテ・サーキットで開催されたヨーロッパ選手権レースでも勝利を収めた。

### ロードレース世界選手権 125ccクラス
シュロッターのグランプリデビューは2008年、ザクセンリンクで開催されたロードレース世界選手権第10戦ドイツGPへのワイルドカード参戦だった。そのレースでは13位で完走し、ポイントを獲得することができた。
翌2009年は3戦にワイルドカード参戦し、第9戦ドイツGPではフロントロウ（予選4番手）を獲得、最終戦バレンシアGPでは5位で完走するなどの活躍を見せた。
2010年、シュロッターはインターウェッテン・チームからロードレース世界選手権125ccクラスにフル参戦デビューを果たした。マシンはこれまでと同じく、メーカーでの開発が事実上止まってから久しいホンダ・RS125Rであり、ピアジオ勢（アプリリア、デルビ）の最新型ファクトリーマシンが多数参戦する中では厳しい体制となった。シーズン最高位は第2戦スペインGPと最終戦バレンシアGPでの12位に留まり、年間ランキング18位に終わった。
2011年シーズンはインドのマヒンドラブランドのマシンで125ccクラス最後のシーズンを戦う。マシンを実際に制作しチームを運営するのは、2003年以降マラグーティ→ロンシン→ランブレッタとサポート企業を変えながら参戦を続けているイタリアのエンジン・エンジニアリング社である。

### スーパースポーツ世界選手権
2022年は、スーパースポーツ世界選手権にMVアグスタでオーストラリアラウンドから参戦。

## ロードレース世界選手権 戦績
| シーズン | クラス | チーム                         | メーカー   | マシン | 出走 | 優勝 | 表彰台 | PP | FL | ポイント | シリーズ順位 |
| -------- | ------ | ------------------------------ | ---------- | ------ | ---- | ---- | ------ | -- | -- | -------- | ------------ |
| 2008年   | 125cc  | トニ・マンク・チーム           | ホンダ     | RS125R | 1    | 0    | 0      | 0  | 0  | 3        | 29位         |
| 2009年   | 125cc  | トニ・マンク・チーム           | ホンダ     | RS125R | 3    | 0    | 0      | 0  | 0  | 18       | 23位         |
| 2010年   | 125cc  | インターウェッテン・ホンダ125  | ホンダ     | RS125R | 17   | 0    | 0      | 0  | 0  | 27       | 18位         |
| 2011年   | 125cc  | マヒンドラ・アンド・マヒンドラ | マヒンドラ | GP125  | 17   | 0    | 0      | 0  | 0  | 36       | 15位         |
| 2020年   | Moto2  | Liqui Moly Intact GP           | カレックス | Moto2  | 15   | 0    | 1      | 0  | 0  | 81       | 9位          |
| 2021年   | Moto2  | Liqui Moly Intact GP           | カレックス | Moto2  | 18   | 0    | 0      | 0  | 0  | 98       | 10位         |
| 2022年   | Moto2  | Liqui Moly Intact GP           | カレックス | Moto2  | 20   | 0    | 0      | 0  | 0  | 123.5    | 11位         |
| 合計     |        |                                |            |        | 227  | 0    | 5      | 3  | 0  | 919.5    |              |

- * 第8戦終了時点